# 愛宕通貫
愛宕通貫（おたぎ みちつら、元禄10年（1697年）6月13日 - 明和元年（1764年）閏12月19日）は、江戸時代中期の公卿。

## 官歴
- 宝永6年（1709年）：侍従
- 正徳2年（1712年）：従五位上
- 享保元年（1716年）：正五位下、左少将
- 享保5年（1720年）：従四位下
- 享保7年（1722年）：右中将
- 享保8年（1723年）：従四位上
- 享保12年（1727年）：正四位下
- 享保16年（1731年）：従三位
- 元文5年（1740年）：正三位
- 寛延元年（1748年）：参議
- 寛延3年（1750年）：踏歌節会外弁
- 宝暦2年（1752年）：従二位
- 宝暦4年（1754年）：権中納言
- 宝暦9年（1759年）：権大納言
- 宝暦13年（1763年）：正二位

## 系譜
- 実父：清閑寺治房
- 養父：愛宕通晴
- 子：愛宕通文
- 養子：愛宕通敬（英彦山座主権僧正・相有の子）